# باولا فورتيس
باولا فورتيس (بالإنجليزية: Paula Fortes )‏ (من مواليد عام 1945-والمُتوفاة في يناير عام 2012) هي ناشطة استقلالية من الرأس الأخضر.
وُلدت باولا فورتيس في منديلو بالرأس الأخضر، وأصبحت يتيمةً في سن الثالثة عشرة، ثم انضم إلى النضال ضد البرتغاليين وهي بسن الـ 16؛ حيث قامت يتنظيم الطلاب في مدرسة بيلوتو Escola Piloto. وبعد الانتهاء من دراستها، تدربت لتصبح ممرضة. لعبت باولا دورًا أساسيًا في تأسيس منظمة المرأة في الرأس الأخضر Organização das Mulheres de Cabo Verde، والتي عملت فيها كقائدة. كما عملت في الحكومة في جزيرة سال، وبذلك أصبحت المرأة الوحيدة التي تشغل مناصب في الحكومة الوطنية فور استقلالها. تُوفي باولا فورتيس في البرتغال بعد مرضها لمدة معينة. نُشرت مذكراتها في عام 2013 بعد وفاتها تحت اسم ممراتيMinha Passagem.